# 조시 로슨

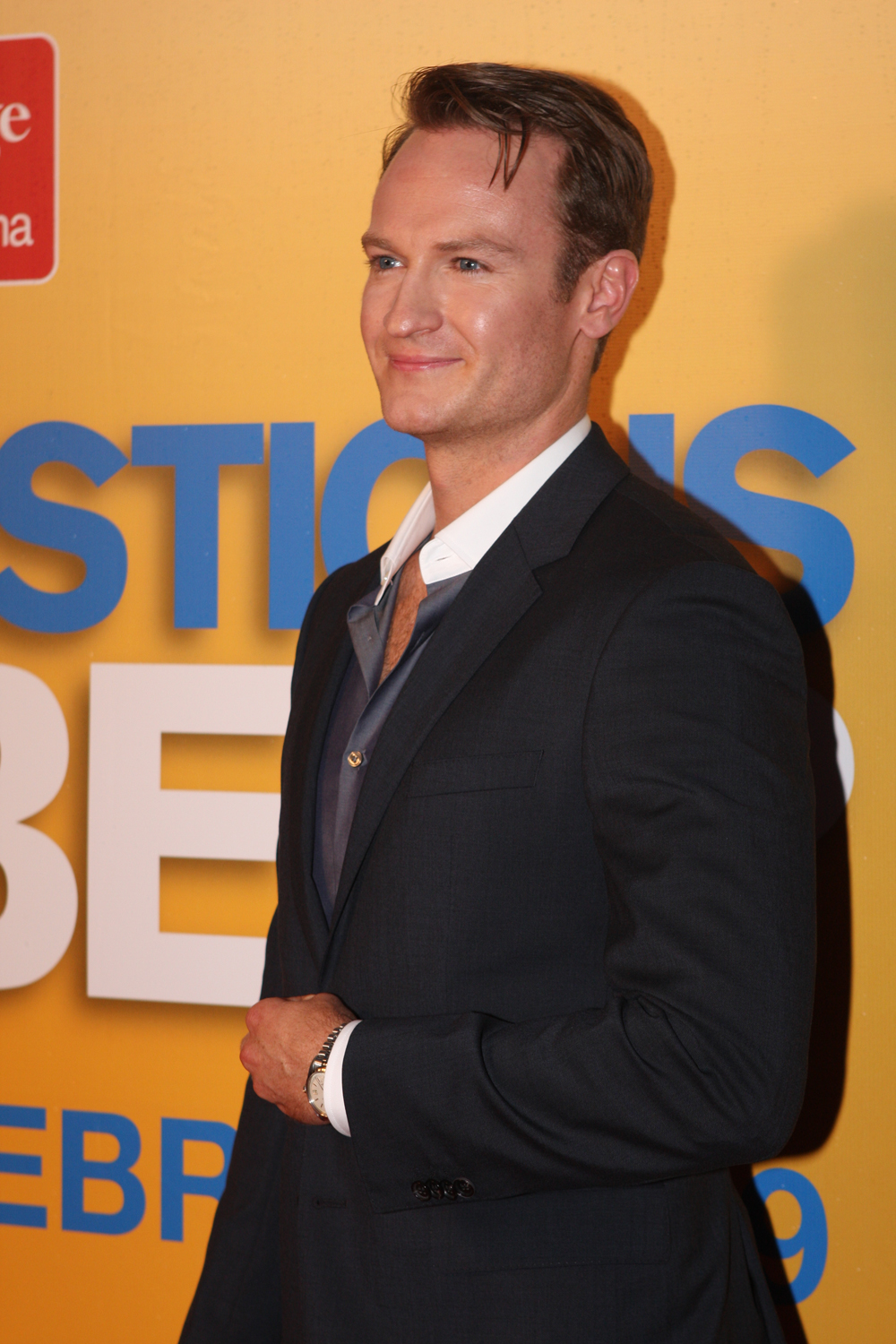
2012년 모습

조시 로슨(Josh Lawson, 1981년 7월 22일 ~ )은 오스트레일리아의 배우, 영화 감독이다.
브리즈번에서 태어났다.

## 출연 작품

### 영화
- 앵커맨 2: 전설은 계속된다 (2013)
- 모탈 컴뱃 (2021)

### 텔레비전
- 하우스 오브 라이즈 (2012-16)
- 슈퍼스토어 (2015-18)
- 코브라 카이 (2022)